# Szágy
Szágy là một thị trấn thuộc hạt Baranya, Hungary. Thị trấn này có diện tích 9,4 km², dân số năm 2010 là 140 người, mật độ 15 người/km².